# Gisara metcalfi
Gisara metcalfi är en fjärilsart som beskrevs av William Schaus 1928. Gisara metcalfi ingår i släktet Gisara och familjen tandspinnare. Inga underarter finns listade i Catalogue of Life.